# 南贤喜
南贤喜（韓語：남현희，1981年9月29日—），韩国女子击剑运动员。

## 簡歷
身高：155cm，體重：45kg，畢業於韓國體育大學。
2004年曾以韓國國家代表身份參加2004年夏季奥林匹克运动会。
2006年參加2006年亞洲運動會中獲得團體與個人女子花劍金牌。
2008年參加2008年夏季奥林匹克运动会中獲得女子花劍銀牌。

## 演藝活動
- 2020年：Channel E《玩的姐姐 노는언니》（固定節目）